# Болдуин-Парк (Калифорния)
Болдуин-Парк (англ. Baldwin Park) — город округа Лос-Анджелес, расположенный в долине Сан-Габриэль. По данным переписи 2000 года, численность населения города составила 75 837 человек.

## История

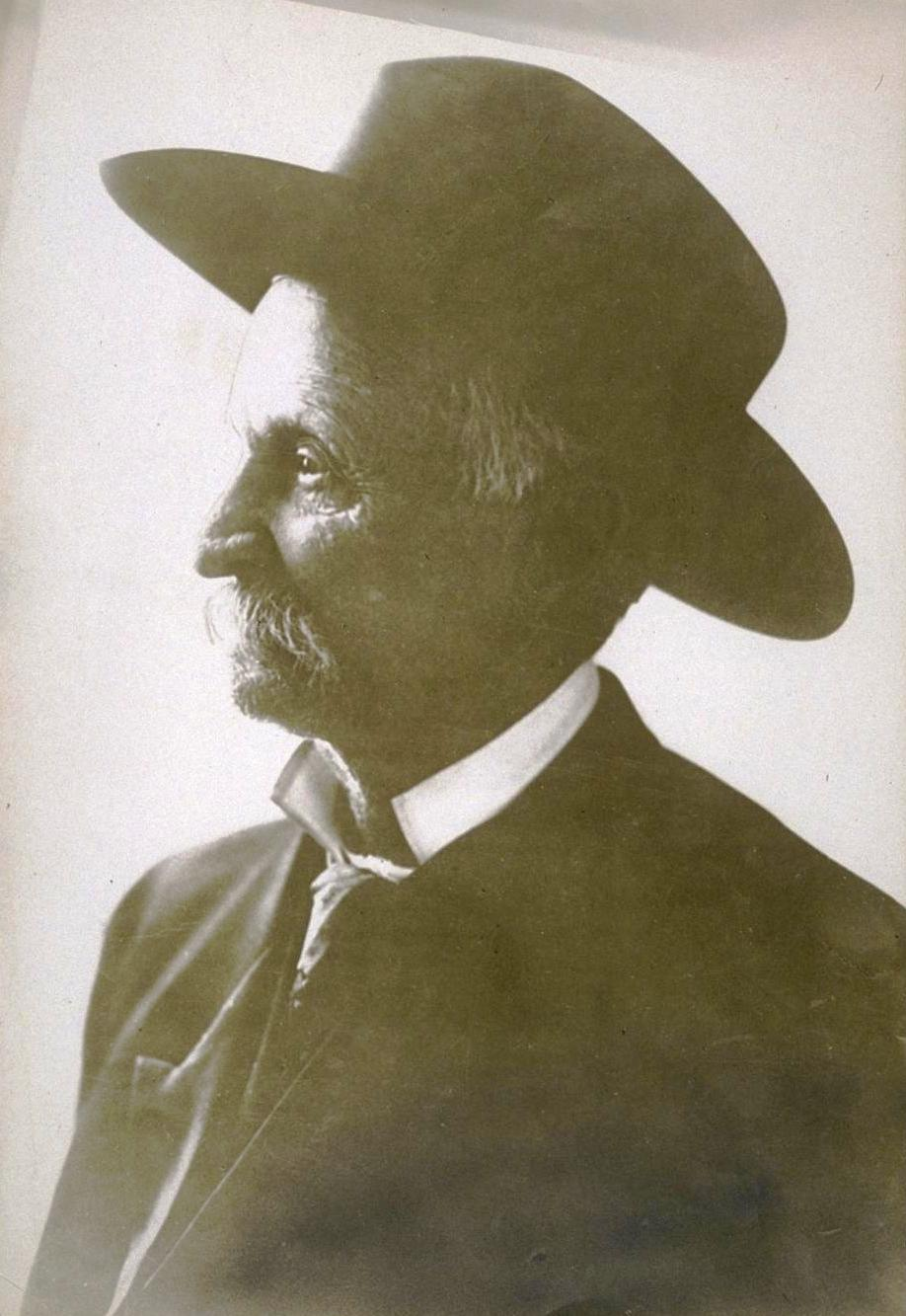
Элиас Джексон «Lucky» Болдуин — человек, имя которого носит город Болдуин-Парк

Изначально на территории нынешнего города располагались пастбища для скота, а само это место называлось Вайнлэнд (1880). В 1906 году Вайнлэнд получает название Болдуин-Парк в честь Элиаса Джексона Болдуина по прозвищу «Lucky». В 1956 году Болдуин-Парк получает статус города, став 47-м по счету включенным городом штата Калифорния.

## Демография
Согласно данным переписи 2000 года, численность населения города составила 75 837 человек. Плотность населения равна 4 393,5 человек на км². Расовый состав следующий: 63% белых, 15% азиатов, 2% афроамериканцев, 0.5% коренных американцев, 0.5% жителей тихоокеанских островов, 5% других рас.
Возрастной состав получился таковым: 34,9% — до 18 лет; 11,9% — с 18 до 24 лет; 30,6% — с 25 до 44 лет; 16,4% — от 45 до 64 лет; 6,2% — 65 лет и старше. Средний возраст составил 27 лет. На каждые 100 женщин приходится 100 мужчин. На каждые 100 женщин возрастом от 18 лет насчитывалось 97,3 мужчин.

## География
Площадь города равняется 17,61 км² (17,2 км² земли и 0,3 км² воды). Высота центра населенного пункта равна 114 м над уровнем моря.

## Климат
- В среднем, самым жарким месяцем для Болдуин-Парка является август[3].
- В среднем, самым холодным месяцем для Болдуин-Парка является декабрь[3].
- Самая высокая температура (44.4 °C) была зафиксирована в 1983 году[3].
- Самая низкая температура (-6.1 °C) была зафиксирована в 2003 году[3].
- Февраль, в среднем, является месяцем, во время которого выпадает наибольшее число осадков[3].

| Показатель              | Янв.  | Фев.  | Март | Апр. | Май  | Июнь | Июль | Авг. | Сен. | Окт. | Нояб. | Дек. | Год  |
| ----------------------- | ----- | ----- | ---- | ---- | ---- | ---- | ---- | ---- | ---- | ---- | ----- | ---- | ---- |
| Абсолютный максимум, °C | 34,4  | 34,4  | 38,3 | 41,1 | 41,1 | 43,9 | 42,2 | 44,4 | 44,4 | 42,2 | 38,3  | 35,5 | 40,0 |
| Средний максимум, °C    | 21,1  | 21,7  | 22,2 | 25,0 | 26,1 | 28,9 | 31,7 | 32,2 | 31,1 | 28,3 | 24,4  | 21,7 | 23,9 |
| Средний минимум, °C     | 6,1   | 7,2   | 8,3  | 10,0 | 12,8 | 15,0 | 16,7 | 17,2 | 16,1 | 12,8 | 7,8   | 5,6  | 10,0 |
| Абсолютный минимум, °C  | −5,5  | −6,1  | −0,5 | 1,1  | 3,3  | 6,1  | 7,8  | 10,0 | 5,5  | 0,5  | −1,1  | −4,4 | 1,4  |
| Норма осадков, мм       | 103,4 | 118,4 | 95,5 | 25,7 | 10,4 | 4,1  | 0,8  | 2,5  | 11,2 | 14,5 | 32,8  | 52,3 | 39,3 |
| Источник: weather.com   |       |       |      |      |      |      |      |      |      |      |       |      |      |

## Работодатели
По данным городского финансового отчета за 2009 год, наибольшее количество рабочих мест предоставляют:
| #  | Employer               | # of Employees |
| -- | ---------------------- | -------------- |
| 1  | Kaiser Permanente      | 1,483          |
| 2  | United Parcel Service  | 1,099          |
| 3  | Wal-Mart               | 490            |
| 4  | The Home Depot         | 236            |
| 5  | Universal Plastic Mold | 168            |
| 6  | Target Corporation     | 165            |
| 7  | Vallarta Supermarkets  | 150            |
| 8  | Philips                | 149            |
| 9  | Helix Medical          | 144            |
| 10 | Touchdown Technologies | 130            |